# Layla Anna-Lee
Layla Macheto Anna-Lee (née le 22 mars 1983) est une présentatrice de télévision anglaise spécialisée dans le sport.

## Enfance
Layla Anna-Lee est née à Londres, est la fille d'une mère brésilienne et d'un père d'origine irlandaise et écossaise. Elle apparaît dans une publicité pour les produits vaisselle Fairy lorsqu'elle a six ans.

## Carrière
Anna-Lee coprésente le jeu de cuisine pour enfant du samedi matin The Munch Box pour CITV, présente Nick Kicks sur Nickelodeon, et est également vue dans BBC Bitesize aidant des enfants à apprendre le français. Elle écrit pour OK! Magazine depuis son lancement en 2008, présente des évènements du tapis rouge et interviewe des célébrités pour le site web du magazine. En 2010, elle blogue pour OK! Magazine Online, en couvrant Big Brother 11, qui la conduit à apparaître dans Big Brother's Little Brother. Elle anime également la soirée de Jubilé de diamant d'Élisabeth II devant 20.000 personnes au Trafalgar Square.
Dans le milieu du sport, Anna-Lee est choisie en 2008 pour présenter le Championnat d'Europe de BMX pour Eurosport. En 2010, elle présente les championnats nationaux et des évènements majeurs de vélo sur route pour Sky Sports. Sa voix est entendue par des millions de personnes à travers le monde annonçant la cérémonie d'ouverture et le tournoi de Beach Volley aux Jeux-Olympiques d'été de 2012. Ayant présenté le Goal Line show sur Goal.com, elle est demandée par la KickTV de la MLS et présente leur émission hebdomadaire The Rumour Mill avant de présenter la couverture de la  Coupe des Confédérations 2013 par KickTV. Elle présente le live F2 Show pendant l'été 2016. En 2014, elle est au Brésil pour la Coupe du monde pour présenter Layla's World Cup pour KickTV. Pendant la Coue du Monde, elle présente le spectacle de la Coupe du Monde en direct pour Adidas, The Dugout. Elle présente O2 Inside Line, suivant l'Équipe d'Angleterre de rugby à XV dans un programme officiel de la Fédération anglaise de rugby à XV tout au long du tournoi des 6 Nations. Le 23 octobre 2017, elle coprésente le FIFA Ballon d'or, aux côtés d'Idris Elba.
Anna-Lee travaille fréquemment avec Red Bull TV, présentant des direct à travers le monde, comme Airpower live en Autriche, Le Carnaval de Rio depuis Rio de Janeiro ou encore Wings for Life World Run au Brésil. Elle présente régulièrement des rubriques sur ESPN UK et son successeur BT Sport ESPN, comme les show UFC Connected et Cage Warriors. Elle coprésente le show de la Ligue des Champions Adidas Gameday Plus avec Roman Kemp, et a récemment travaillé avec Star Sport Network en ancrant son émission de football en prime-time, Let's Football Live, pour l'Indian Super League. À la Coupe du Monde 2018, elle présente une série vidéo en ligne pour NBC Sports, Layla's Occasionally Unbiased Football Show.
Anna-Lee est nommée dans le top 100 de la liste des créateurs les plus influents en Grande-Bretagne en 2012 par le Time Out Magazine. En 2013, elle est nommée dans le Classement des « 100 plus belles femmes du monde » selon FHM.

### Présentation
- Présentatrice de Cage Warriors sur BT Sport.
- Émission de cuisine The Munch Box sur ITV et CITV.
- Voix féminine de la Cérémonie d'ouverture des Jeux Olympiques de Londres 2012 (avec Marc Edwards, la voix masculine).
- The Best FIFA Football Awards 2017 - coprésentation, aux côtés d'Idris Elba.
- Présentatrice de UFC Connected.
- Présentatrice de la Finale Mondiale de Five Neymar Jr sur Red Bull TV.
- Présentatrice du show Adidas de la Coupe du Monde au Brésil, The Dugout.